# Lena Lind Palicki
Lena Linnéa Lind Palicki (uttalas [paˈlɪtskɪ]), född 21 juni 1976, är en svensk språkvetare och språkvårdare.
Lena Lind Palicki disputerade 2010 i svenska språket vid Örebro universitet. Hennes avhandling är en intersektionell diskursanalytisk undersökning av hur föräldraskap skildrats i broschyrer från Försäkringskassan mellan 1974 och 2007. Åren 2011–2012 och åter från 2018 är hon universitetslektor i svenska vid Stockholms universitet. Åren 2012–2018 var hon språkvårdare vid Språkrådet. Hon är sedan 2017 regelbunden språkkrönikör på Svenska Dagbladet och är regelbunden gäst i Språktidningens poddradio. Palicki uppger att hon publicerat nio referentgranskade vetenskapliga arbeten, varav två är artiklar i facktidskrifter. I april 2023 utkom hon och Anders Svensson med boken Viktig svenska: Alla dom där språkfrågorna, och i april 2024 utkom hon med boken Inkluderande språk: Att välja sina ord. Sedan augusti 2023 är hon chef för Språkrådet.